# Формильяно, Фабрисио
Фабри́сио Оросма́н Формилья́но Дуа́рте (исп. Fabricio Orosmán Formiliano Duarte; родился 14 января 1993 года, Сальто) — уругвайский футболист, защитник клуба «Универсидад де Чили».

## Клубная карьера
Формильяно — воспитанник клуба «Данубио». 21 августа 2011 года в матче против «Рентистаса» он дебютировал в уругвайской Примере. 1 сентября 2012 года в поединке против столичного «Прогресо» Фабрисио забил свой первый гол за «Данубио». В 2014 году Формильяно помог клубу выиграть чемпионат.
В начале 2016 года Фабрисио на правах аренды перешёл в аргентинский «Ньюэллс Олд Бойз». 14 февраля в матче против «Росарио Сентраль» он дебютировал в аргентинской Примере. По окончании аренды Фармилиано вернулся в «Данубио».
Летом 2017 года Фабрисио перешёл в «Пеньяроль». 20 августа в матче против «Эль Танке Сислей» он дебютировал за новую команду. 7 октября в поединке против столичного «Феникса» Формильяно забил свой первый гол за «Пеньяроль». В том же году он помог клубу выиграть чемпионат.
В финале чемпионата Уругвая 2018 года забил гол в ворота «Насьоналя». В основное время игра завершилась со счётом 1:1, а в дополнительное время «Пеньяроль» забил ещё один гол и во второй раз подряд стал чемпионом страны.

## Международная карьера
В конце декабря 2012 года Фабрисио был включен в заявку сборной Уругвая на участие в молодёжном чемпионате Южной Америки. На турнире он сыграл в матчах против Перу, Венесуэлы, Колумбии, Чили, Парагвая и дважды Эквадора. В поединке против перуанцев Формильяно забил гол.
В 2015 году Фабрисио стал победителем Панамериканских игр в Канаде. На турнире он сыграл в матчах против Тринидада и Тобаго, Парагвая и дважды Мексики. В поединке против тринидадцев Формильяно забил гол.

## Достижения
- Чемпион Уругвая (5): 2013/14, 2013/14, 2017, 2018, 2021 (постфактум)
- Обладатель Суперкубка Уругвая (1): 2018
- Победитель Панамериканских игр (1): 2015